# (6026) Xenophanes
(6026) Xenophanes es un asteroide perteneciente al cinturón de asteroides, región del sistema solar que se encuentra entre las órbitas de Marte y Júpiter, descubierto el 23 de enero de 1993 por Eric Walter Elst desde el Observatorio de La Silla, Chile.

## Designación y nombre
Designado provisionalmente como 1993 BA8. Fue nombrado Xenophanes en homenaje al filósofo griego Jenófanes de Colofón. Ante todo, era un poeta, utilizando la poesía para expresar sus reflexiones sobre problemas filosóficos. Aunque continuó la tradición de la filosofía jónica (por ejemplo, en la naturaleza), pasó gran parte de su tiempo atacando la idea de dioses antropomórficos, tal como los conocemos por el trabajo de Homero y Hesíodo. A partir de esto, la idea de un dios más abstracto, en combinación con principios éticos, ha evolucionado. Mucho más tarde, Platón tomó esta postura. Sin embargo, el gran logro de Jenófanes sigue siendo su introducción de la reflexión sobre el conocimiento en la filosofía.

## Características orbitales
Xenophanes está situado a una distancia media del Sol de 2,836 ua, pudiendo alejarse hasta 3,030 ua y acercarse hasta 2,643 ua. Su excentricidad es 0,068 y la inclinación orbital 3,220 grados. Emplea 1745,19 días en completar una órbita alrededor del Sol.

## Características físicas
La magnitud absoluta de Xenophanes es 12,6. Tiene 11,699 km de diámetro y su albedo se estima en 0,118. 